# StEG II 65–122
Die Dampflokomotiven StEG II 65–122 bildeten eine Schnellzug-Schlepptenderlokomotivreihe der österreichisch-ungarischen Staatseisenbahngesellschaft (StEG), einer Privatbahn Österreich-Ungarns.

## Geschichte
Da die StEG mit französischem Kapital gegründet worden war, ist auch bei ihren Lokomotiven ein Einfluss aus Frankreich nicht zu leugnen.
Dies gilt insbesondere für die Lokomotiven dieser Reihe, die den vom späteren StEG-Maschinendirektor Ernest Polonceau für die Paris-Orléans-Bahn konstruierten Maschinen stark ähnelten und mit ihrem Aussehen ein singuläres Phänomen im stark von glatten Formen geprägten altösterreichischen Lokomotivbau darstellten.
Die StEG beschaffte insgesamt 58 Stück dieser als Kategorie I bezeichneten Lokomotiven.
Davon baute 44 Stück mit den Bahnnummern 65–74 (1882) und 89–122 (1883–1885, 1889 und 1891) die Lokomotivfabrik der StEG als Type 77 und 14 Stück mit den Nummern 75–88  Hanomag (1883).
Die 1B1-Bauart hat den Vorteil, dass ein größerer Kessel als bei einer 2'B-Bauart
untergebracht werden konnte. Sie galten daher als gute "Dampfmacher" und waren bei den Lokpersonalen dementsprechend beliebt.
Da aber als Rückstellvorrichtung für die Laufachsen nur Keilflächen vorhanden waren, ging das auf Kosten der Fahreigenschaften.
Die Maschinen dieser Reihe waren während ihres Einsatzes bei der StEG in den Heizhäusern Wien Ost und Wessely stationiert.
Nach der endgültigen Trennung der StEG in den österreichischen und den ungarischen Teil im Jahr 1891 verblieben 26 Stück im österreichischen Teil (StEG-Reihe 23.01–26), die restlichen bildeten bei der MÁV zunächst die Ig 601–632, ab 1911 die Reihe 223.
Die 26 österreichischen Loks kamen nach der Verstaatlichung der StEG 1909 als Reihe 5 zu den k.k. österreichischen Staatsbahnen (kkStB) und in weiterer Folge (außer der 5.17 und 5.15, die 1917 bzw. 1918 ausgemustert wurden) zur BBÖ. Diese verkaufte je 3 Stück 1923 und 1924 an die GySEV (201–206) und schied die anderen Maschinen bis 1928 aus ihrem Bestand aus. Bei der GySEV erfreuten sich die ehemaligen Schnellzuglokomotiven großer Beliebtheit beim Personal und standen – in hervorragendem Pflegezustand – bis nach dem Zweiten Weltkrieg im Einsatz.
Von den MÁV-Maschinen kamen im Zuge der Fuhrparkaufteilung 14 Maschinen nach Jugoslawien und eine nach Rumänien.